# Universidad Nacional de México
La Universidad Nacional de México es el nombre con que se fundó la actual Universidad Nacional Autónoma de México (UNAM) el 22 de septiembre de 1910 por Justo Sierra Méndez, durante la presidencia de Porfirio Díaz, con base en su Ley Constitutiva promulgada el 26 de mayo anterior, dentro del marco de los festejos del centenario de la Independencia de México.
Durante los movimientos universitarios para dotarle de autonomía a la Universidad Nacional de México, el 5 de junio de 1929 el Congreso de la Unión le otorgó facultades extraordinarias al Poder Ejecutivo para expedir una nueva ley orgánica de la institución. El presidente Emilio Portes Gil promulgó el 10 de julio de 1929 una nueva ley orgánica que le daba autonomía; ley por la cual la institución pasó a denominarse Universidad Nacional de México, Autónoma o Universidad Nacional Autónoma, la cual entró en vigor el 26 de julio de 1929.
En 1945, después de dos leyes orgánicas más, la Universidad obtuvo el nombre que hoy ostenta.